# Альфонсові таблиці

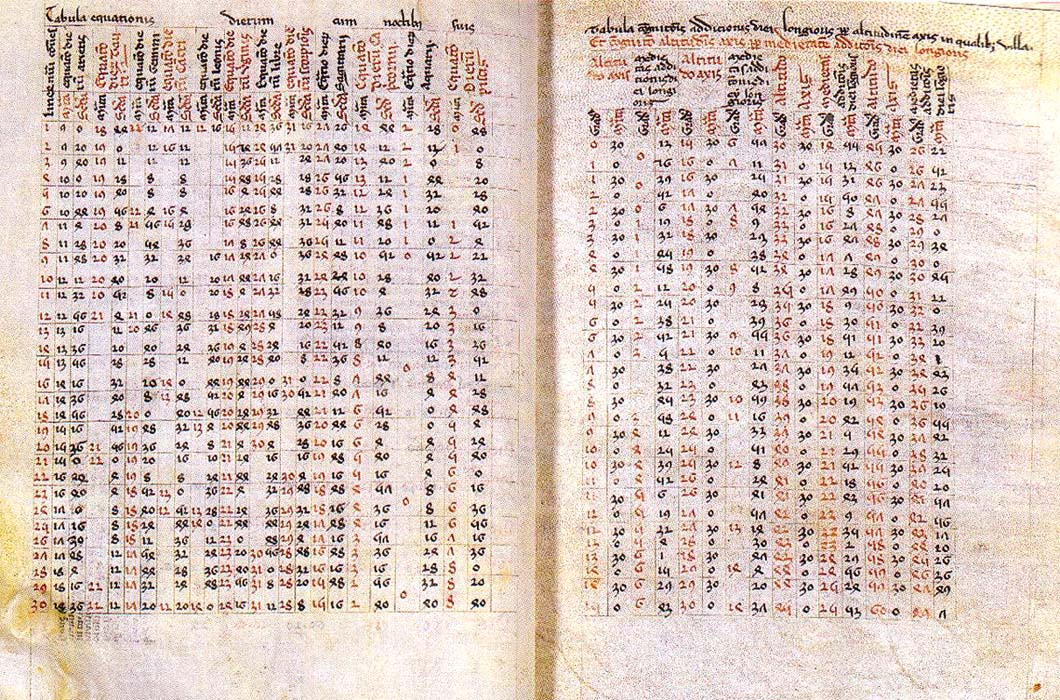
Альфонсові таблиці

Альфонсові таблиці (ісп. Tablas alfonsíes) — середньовічні астрономічні таблиці для обчислення положення Сонця, Місяця й планет відносно непорушних зір. Складені на підставі методів Птолемея в Толедо між 1252 і 1270 роками під патронажем короля Альфонса X. Основний внесок у складання таблиць зробили єврейські астрономи Ісаак ібн Сід і Ієгуда бен Мойсей. Робота над удосконаленням цих таблиць продовжилась незадовго до 1321 року в Парижі. Інструкцію до Альфонсових таблиць спочатку було написано кастильським діалектом.
Друком Альфонсові таблиці вперше було видано 1485 року, вдруге — 1491 року. Вони були точнішими від усіх попередніх таблиць, тому поширилися в Європі. Ними користувалися до кінця XVI століття, коли їм на зміну прийшли Прусські таблиці Еразма Рейнхольда, засновані на трактаті Миколая Коперника «Про обертання небесних сфер».
Георг фон Пурбах застосовував ці таблиці для своєї астрономічної праці «Нова теорія планет» (1472). В Альфонсових таблицях зафіксовано тривалість тропічного року 365 днів, 5 годин, 49 хвилин, 16 секунд (~365,24255). Саме така величина була застосована для григоріанської реформи календаря.